# Evgenij Evgen'evič Lovčev
Evgenij Evgen'evič Lovčev (in russo Евгений Евгеньевич Ловчев?, in kazako Евгений Евгеньевич Ловчев?, Evgenïý Evgenʹyevïç Lovçev; Mosca, 6 agosto 1975) è un ex calciatore russo naturalizzato kazako, di ruolo centrocampista.